# .no
.no — в Інтернеті, національний домен верхнього рівня (ccTLD) для Норвегії.

## Домени 2-го та 3-го рівнів
В цьому національному домені нараховується близько 22,300,000 вебсторінок (станом на січень 2007 року).
У наш час використовуються та приймають реєстрації доменів 3-го рівня такі доменні суфікси (відповідно, існують такі домени 2-го рівня):
| Суфікс   | Регламентовані користувачі |
| .in.no   | Родини, приватні особи     |
| .mil.no  | Військові організації      |
| .priv.no | Родини, приватні особи     |